# Akt zgonu
Akt zgonu – akt stanu cywilnego rejestrujący śmierć osoby.
Zgon osoby należy zgłosić najpóźniej w ciągu 3 dni od dnia sporządzenia karty zgonu. Zgłoszenia zgonu dokonuje podmiot uprawniony do pochówku na podstawie art. 10 ust. 1 ustawy z dnia 31 stycznia 1959 r. o cmentarzach i chowaniu zmarłych (Dz.U. z 2024 r. poz. 576).
Akt zgonu sporządza się na podstawie karty zgonu wystawionej przez lekarza lub zakład ochrony zdrowia. Osoba zgłaszająca zgon jest obowiązana zwrócić dowód osobisty zmarłego. Kierownik urzędu stanu cywilnego wydaje osobie zgłaszającej zgon jeden bezpłatny egzemplarz odpisu skróconego aktu zgonu.
Do końca 2015 r. akt zgonu był częścią księgi stanu cywilnego. Przechowywano go w urzędzie stanu cywilnego lub archiwum państwowym. Od 2015 r. akty zgonu są przenoszone do rejestru stanu cywilnego. Obywatele mogą w uzasadnionych przypadkach otrzymać odpis aktu zgonu lub jego kserokopię. Odpisy takie potocznie nazywane są aktem zgonu.
Akt zgonu zawiera:
- dane osobowe zmarłego
- datę i godzinę zgonu (albo znalezienia zwłok)
- dane osobowe jego rodziców i ewentualnie jego małżonka
- dane osobowe zgłaszającego zgon
- ewentualnie dane osobowe biegłego lub tłumacza[5].